# Schleuse Kersdorf
Die Schleuse Kersdorf bildet die Schleusengruppe der Kanalstufe Kersdorf in der Bundeswasserstraße Spree-Oder-Wasserstraße im deutschen Bundesland Brandenburg. Sie liegt in der Zuständigkeit des Wasserstraßen- und Schifffahrtsamtes Spree-Havel.

## Geschichte
Die erste Schleuse Kersdorf wurde im Jahre 1891 als Einkammerschleuse in Betrieb genommen. Sie hatte eine nutzbare Länge von 55 Metern und befand sich an der Stelle der heutigen Südkammer. Der Bau der ersten Nordkammer erfolgte 1914. Beide Schleusenkammern wurden im Oberhaupt mit Klapptoren, im Unterhaupt mit Stemmtoren versehen. Um größeren Schiffen die Passage der Südkammer zu ermöglichen, wurde 1928 das Stemmtor durch ein Hubtor ersetzt. Dadurch erhöhte sich die nutzbare Länge der Südkammer auf 65 Meter. Diese Umbaumaßnahme brachte durch vergleichsweise geringe Kosten einen großen Nutzen für die Schifffahrt.
Aufgrund gestiegener Schiffsgrößen und einem Ansteigen des Schiffsverkehrs wurde nach vorangegangenen Untersuchungen ab 2009 die Nordkammer der Schleuse instand gesetzt und in Richtung Osten auf eine nutzbare Länge von 115 Metern verlängert. Die bisherige Breite von 9,80 Meter blieb erhalten. Die alten Schleusenkammerwände mussten teilweise abgebrochen werden und wurden durch Stahlbetonwände ersetzt. Die Schleusenverlängerung erfolgte durch Spundwände. Das nach Osten verschobene Oberhaupt erhielt ein Drehsegmenttor. Die Verkehrsfreigabe für die Nordkammer erfolgte am 5. September 2013.